# Mabel Malherbe

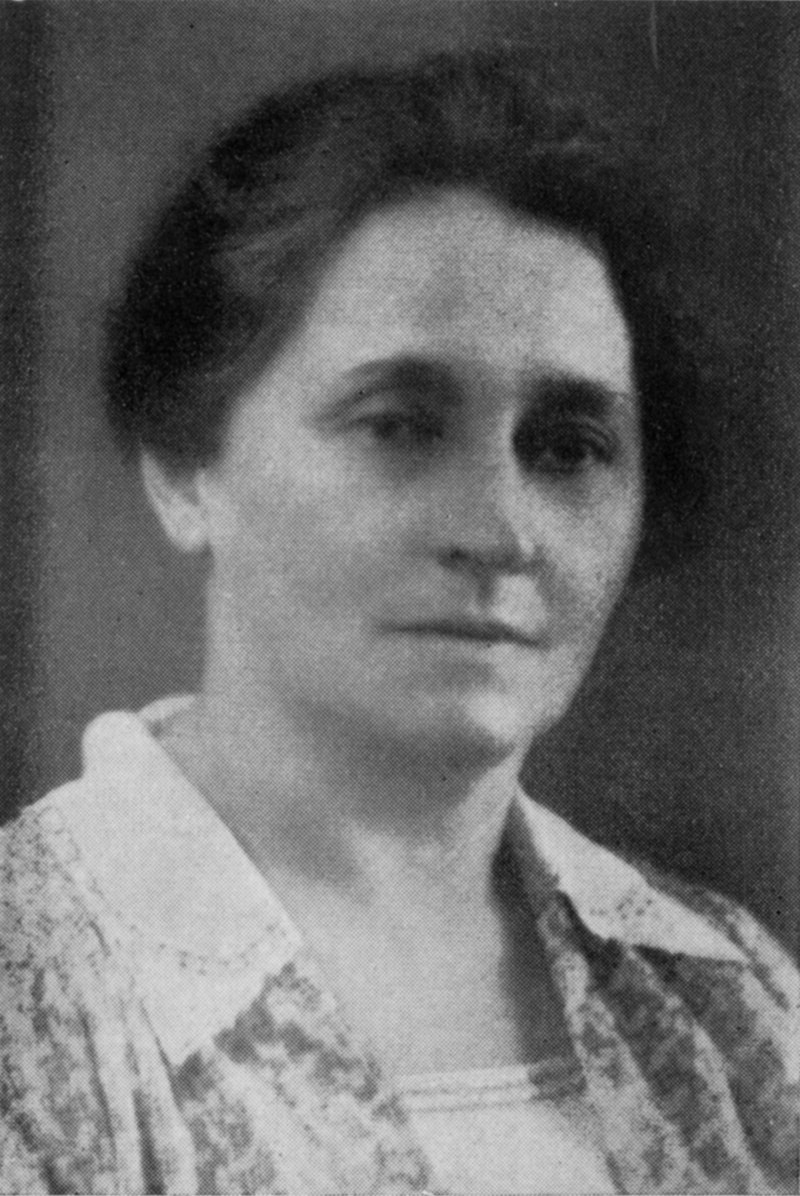
Mabel Malherbe em 1931

Mabel Catherine Malherbe (9 de agosto de 1879 - 1 de fevereiro de 1964) foi uma política sul-africana. Ela era uma ativista pelo sufrágio feminino. Ela foi a primeira mulher prefeita de Pretória de 1931 a 1932. Ela também foi a primeira mulher Afrikaner a ser membro do Parlamento Sul-Africano.